# Albany (Georgia)
Albany es una ciudad ubicada en el condado de Dougherty en el estado estadounidense de Georgia. En el censo de 2000, su población era de 76 939 habs. Está situado a orillas del río Flint, una de las fuentes —junto con el río Chattahoochee— del Apalachicola.

## Demografía
En el 2000 la renta per cápita promedia del hogar era de $28,639, y el ingreso promedio para una familia era de $33,843. El ingreso per cápita para la localidad era de $15,485. Los hombres tenían un ingreso per cápita de $30,204 contra $22,268 para las mujeres.

## Geografía
Albany se encuentra ubicado en las coordenadas 31°34′56″N 84°9′56″O / 31.58222, -84.16556 (31.382148, -83.223952).
Según la Oficina del Censo, la localidad tiene un área total de 145,7 km² (56,3 mi²), de la cual 144,8 km² (55,9 mi²) es tierra y 0,9 km² (0 mi²) (0.6%) es agua.

## Personajes ilustres
- Wadsworth Jarrell (1929-)
- Ray Charles (1930-2004), cantante, saxofonista y pianista de soul, R&B y jazz.
- Alice Coachman (1923-2014), atleta, campeona olímpica en salto de altura en 1948.